# Памятная монета «Саламандра»
Памятная монета «Саламандра» (укр. пам'ятна монета «Саламандра») — золотая памятная монета Национального банка Украины, посвящённая саламандре огненной, известному пресмыкающемуся, обитающему в горных районах Карпат. Введена в оборот 8 декабря 2003 года. Относится к серии «Наименьшая золотая монета».

## Описание монеты и характеристики
| Номинал, гривен | Металл | Масса, г | Диаметр, мм | Качество изготовления | Гурт    | Тираж, штук |
| --------------- | ------ | -------- | ----------- | --------------------- | ------- | ----------- |
| 2               | золото | 1,24     | 13,92       | повышенное            | гладкий | 10 000      |

### Аверс
На аверсе монеты в кольце из бусин изображён малый Государственный Герб Украины, над которым отмечен год чеканки монеты (2003); между кольцом и кантом монеты круговые надписи «УКРАИНА» (укр. УКРАЇНА, вверху), «2 ГРИВНЫ» (укр. 2 ГРИВНІ, внизу), а также обозначение металла (Au) и его пробы 999,9 (слева), масса (1,24 г) и логотип Монетного двора Национального банка Украины (справа).

### Реверс
На реверсе монеты изображена саламандра огненная, а над ней и под ней её названия на украинском (укр. «САЛАМАНДРА») и на латинском (лат. «SALAMANDRA»).

## Авторы
Автор эскизов и моделей — Владимир Демьяненко.

## Стоимость монеты
Стоимость монеты — 150 гривен (2003). Установлена Национальным банком Украины в период реализации монеты через его филиалы.